# Mary Bateson
Mary Bateson (Robin Hood's Bay, 12 de setembre del 1865 - Cambridge, 30 de novembre del 1906) fou una historiadora i feminista britànica.

## Biografia
Mary Bateson era filla de William Henry Bateson, mestre de St John's College, a Cambridge, i d'Anna Aikin. El genetista William Bateson era germà seu, i la periodista Margaret Heitland germana seua.
Estudià al Perse School for Girls i Newnham College, Cambridge. Passà tota la seua vida professional a Newnham, ensenyant-hi des del 1888, i en fou titular al 1903. Coneguda pels seus estudis sobre història medieval, els historiadors Mandell Creighton i F. W. Maitland la van secundar.
Està enterrada al cementeri de Histon Road, Cambridge.

## Activisme
Com a sufragista, Mary Bateson organitzà a Cambridge la Societat Central per al Sufragi de les Dones al 1888. A l'any següent, fou membre del comité executiu de l'Associació de Sufragi de Dones de Cambridge.
El 1906 formà part d'una delegació per al Parlament que presentà al primer ministre Henry Campbell-Bannerman una petició de "dones doctores en lletres, ciències i dret de les universitats del Regne Unit i de les colònies britàniques, en les universitats també d'Europa i dels Estats Units". La petició afirmava que les signants "creuen que la privació de drets d'un sexe n'és perjudicial per a tots dos i un mal nacional en un estat que pretén ser governat per un sistema representatiu".

## Obra
- Register of Crabhouse Nunnery, 1889
- Origin and History of Double Monasteries (Origen i història dels monestirs dobles), 1899
- Records of the borough of Leicester; being a sèries of extracts from the archives of the Corporation of Leicester (Registres del municipi de Leicester; una sèrie d'extractes dels arxius de la Corporació de Leicester), 3 vols, 1899-1901
- Mediaeval England (Anglaterra medieval), 1066-1350, 1903[7]
- The French in America (1608-1744), capítol 3 de Cambridge Modern History, vol. 7 (1903)